# Albisiphon
Das Albisiphon ist eine Querflöte, die nach ihrem Erfinder Abelardo Albisi (1872–1938), dem ersten Flötisten an der Mailänder Scala, der sie 1910 in Mailand erstmals herstellte, benannt wurde.
Das Albisiphon ist eine Bassflöte in C mit H-Fuß und mit einer zylindrischen Metallröhre, deren Oberstück nach einer kurzen, trompetenartigen Windung mit einer Krücke für das Anblasloch abschließt. Dieses befindet sich in der Achse der Röhre; folglich wird das Instrument quer angeblasen, aber wie eine Längsflöte gehalten. Es klingt eine Oktave tiefer als die gewöhnliche Querflöte.

## Verwendung
Das Albisiphon ist unter anderem in folgenden Werken besetzt:
- Pietro Mascagni: Parisina (1913)
- Riccardo Zandonai: Francesca da Rimini (1914)
- Riccardo Zandonai: Melenis (1912)
- Friedrich Klose: Der Sonne Geist, Mythisches Oratorium (1917)
- Giovanni Giannetti: Adagio, für Albisiphon und Streichquartett